# 释月霞
释月霞（1858年—1917年11月30日），俗姓胡，名显珠，字月霞，男，湖北黄冈人，佛教学者。
月霞19岁时于南京观音寺从禅定和尚出家，后在各地参学。其后不满于天台宗，改研习华严宗，并在湖北、安徽、陕西等地讲经。他曾在江苏、湖北创办僧教育会，又在南京创办僧立师范学堂。1914年创建华严大学，后又赴北京创办大乘讲习所。1917年逝世。